# Шнайдер, Карстен
Карстен Шнайдер (нем. Carsten Schneider; род. 23 января 1976, Эрфурт, ГДР) — немецкий политик, член Социал-демократической партии Германии (СДПГ). С 1998 года является депутатом Бундестага, а с 6 мая 2025 года занимает пост федерального министра по охране окружающей среды, защите климата, охране природы и ядерной безопасности в правительстве канцлера Фридриха Мерца.
Ранее Шнайдер был государственным министром при федеральном канцлере и уполномоченным федерального правительства по делам Восточной Германии (2021—2025), а также первым парламентским управляющим фракции СДПГ в Бундестаге (2017—2021).

## Биография

### Образование и личная жизнь
Шнайдер вырос в районе Херренберг города Эрфурт. В 1994 году окончил гимназию имени Иоганна-Вильгельма-Хесслера, после чего прошёл обучение по специальности банковского служащего в Народном банке Эрфурта, завершив его в 1997 году. С 1997 по 1998 год проходил альтернативную гражданскую службу в молодёжном общежитии Эрфурта. В 2013 году получил дополнительное образование в области государственной политики в Университете Эрфурта.
Женат, имеет двух дочерей. Проживает в Потсдаме.

## Политическая карьера

### Партийная деятельность
В 1994 году Шнайдер вступил в молодёжную организацию СДПГ — Юсос, а в 1995 году стал членом партии. С 1996 по 1999 год занимал должность заместителя председателя Юсос Тюрингии, а с 1999 по 2003 год входил в состав правления СДПГ Тюрингии. С 2014 по 2017 год был заместителем председателя регионального отделения партии.

### Депутат Бундестага
На федеральных выборах 1998 года Шнайдер получил 36,5 % голосов и был избран в Бундестаг по избирательному округу Эрфурт, став самым молодым депутатом в истории парламента на тот момент (22 года). В 14-м созыве был членом бюджетного комитета и подкомитета по вопросам Европейского союза.
В 1999 году стал соучредителем «Берлинской сети» (Netzwerk Berlin), а позже присоединился к «Зеемскому кругу» (Seeheimer Kreis), где с 2012 по 2017 год был одним из его спикеров.
На выборах 2002 года вновь выиграл мандат в округе Эрфурт с 42,1 % голосов. В 15-м созыве продолжил работу в бюджетном комитете и подкомитете по вопросам ЕС, а также стал заместителем спикера рабочей группы фракции по бюджету и спикером земельной группы Тюрингии.
В 2005 году был избран по округу Эрфурт — Веймар — Веймарер Ланд II с 31,5 % голосов. В 16-м созыве продолжил работу в бюджетном комитете и в доверительном комитете, а также был спикером рабочей группы по бюджету и земельной группы Тюрингии.
На выборах 2009 года прошёл в Бундестаг по списку СДПГ Тюрингии. В 17-м созыве продолжил работу в бюджетном комитете и доверительном комитете, оставаясь спикером по бюджету и представителем Тюрингии.
В 2013 году вновь был избран по списку СДПГ Тюрингии. С 8 декабря 2021 года по 6 мая 2025 года занимал должность государственного министра при федеральном канцлере и уполномоченного федерального правительства по делам Восточной Германии.

### Министр
6 мая 2025 года Шнайдер был приведён к присяге в качестве федерального министра по охране окружающей среды, защите климата, охране природы и ядерной безопасности в кабинете канцлера Фридриха Мерца.

## Общественная деятельность
С 1999 по 2004 год был президентом спортивного клуба SSV Erfurt Nord. С 2001 года возглавляет организацию «Erfurt rennt», проводящую ежегодный благотворительный забег. С 2009 года является членом попечительского совета фонда поддержки нового музея Баухауса в Веймаре. С 2009 по 2015 год входил в попечительский совет инициативы.